# Xoc sèptic
El xoc sèptic és una patologia severa causada per una infecció que s'estén sense control per tot el cos a través del torrent circulatori. Provoca un quadre inflamatori sever amb col·lapse cardiocirculatori induït per la presència en sang de toxines especialment virulentes de bacteris o fongs. Es tracta de la principal causa de mort a les Unitats de Cures Intensives, amb una taxa de mortalitat al voltant del 25-50% dels pacients que el pateixen.